# HD 150168
HD 150168，又名CD-4910890，SAO 227058、HR 6188，是一颗超巨星或特超巨星，视星等为5.65，位于銀經336.08，銀緯-2.2，其B1900.0坐标为赤經16h 34m 6s，赤緯-49° -2.2′ 22″。